# راکووو (استان کیوستندیل)
راکووو (به بلغاری: Rakovo) یک منطقهٔ مسکونی در بلغارستان است که در شهرستان نوستینو واقع شده‌است.